# Rosta Szabolcs
Rosta Szabolcs (Kiskunfélegyháza, 1978. március 5.) régész, múzeumigazgató.

## Élete
A Batthyány Lajos Énekzenei Általános Iskolában tanult, majd a Móra Ferenc Gimnáziumban érettségizett.
A Szegedi Tudományegyetemen, régészet és történelem szakon szerzett diplomát. 2002-től Bács-Kiskun megyében dolgozik régészként. 2007-2010 között a kiskunfélegyházi Kiskun Múzeum, majd 2010-2013 között a Bács-Kiskun Megyei Múzeumi Szervezet igazgatója volt. 2013-tól a megyei hatókörű Kecskeméti Katona József Múzeum múzeumigazgatója.
2015-ben szerzett PhD fokozatot az Eötvös Loránd Tudományegyetemen. Az Ásatási Bizottság tagja, régészeti muzeológia szakági szakfelügyelő.
Kutatási területe a középkori régészet, templomos lelőhelyek és tatárjárás nyomainak kutatása.
Ásatást végzett többek között Apostagon, Bugac-Felsőmonostoron, Kalocsán, Kecskeméten, Kiskunfélegyházán, Kiskunhalason, Solton, Szank-Kápolnahelyen és Szentkirályon. Egy gótikus templom feltárásával vett részt a Solt-Tételhegy régészeti projekt munkálataiban. 2007-ben Szudánban egy Nílus-menti középkori város központjában folytatott feltárásokat.
Szankon 2019-ben tervei alapján Kiskun Emlékhely létesült, amely a kunok magyarországi megtelepedésének és jelenlétének állít emléket. A létesítmény a legmodernebb kiállításrendezési módszerekkel és igényes technikai megoldásokkal készült, hiteles történeti, régészeti és néprajzi ismereteket közvetít a látogatóknak, és arról tanúskodik, hogy megálmodója és alkotója a muzeológiának ezt a területét is a legmagasabb szinten műveli.

## Elismerései
- 2020 Kuzsinszky Bálint-emlékérem
- 2024 A Magyar Érdemrend tisztikeresztje[5]

## Művei
- 2014 A Kiskunsági Homokhátság 13-16. századi településtörténete (doktori értekezés)[6]